# Daniel Boone

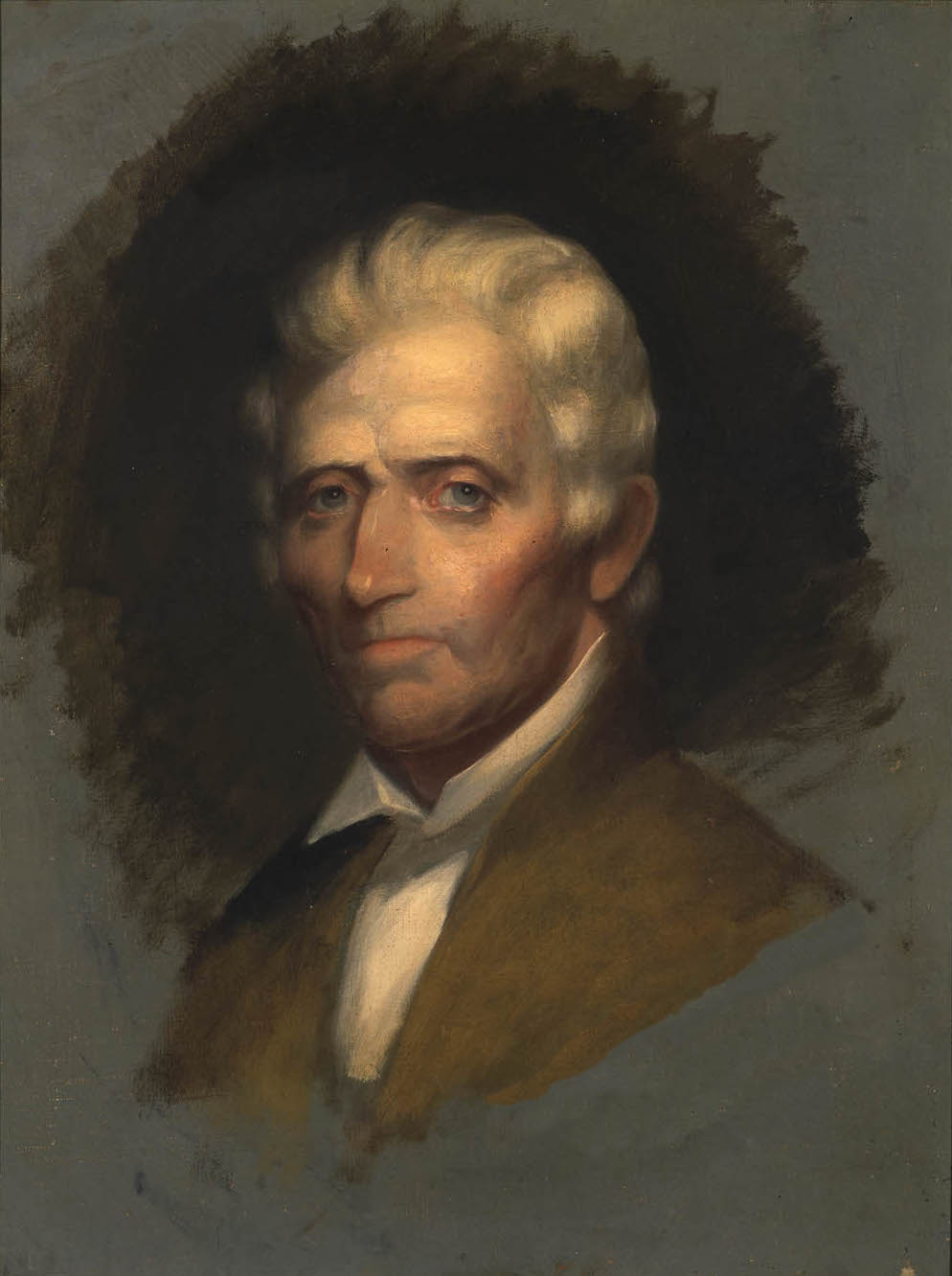
Daniel Boone (1820 erstelltes, unvollendetes Ölgemälde von Chester Harding, das einzige zu Boones Lebenszeiten erstellte Porträt)

Daniel Boone (* 22. Oktoberjul. / 2. November 1734greg. in Birdsboro, Province of Pennsylvania; † 26. September 1820 in Defiance, Missouri-Territorium) war ein US-amerikanischer Pionier und Jäger, der unter anderem die Wilderness Road erschloss und die Stadt Boonesborough in Kentucky gründete.

## Kinder- und Jugendzeit
Boones Eltern, Quäker, wanderten 1717 aus England aus und ließen sich in Pennsylvania nieder. Vermutlich am 2. November 1734 kam Daniel Boone in einer Blockhütte in Birdsboro zur Welt und wuchs zusammen mit zehn Geschwistern auf. Er besuchte zwar keine Schule, lernte aber im Elternhaus lesen, schreiben und rechnen. Daneben erlernte er Fähigkeiten wie Reiten, Beschlagen von Pferden, Fährtenlesen und Jagen.
Zwei Geschwister Boones heirateten außerhalb der Quäker-Gemeinschaft, was den Unmut der Nachbarn erregte. 1750 entschloss sich die Familie, nach Süden zu ziehen. 1753 siedelten sie im Tal des Yadkin River an der westlichen Grenze von North Carolina. Daniel Boone fühlte sich sehr wohl in seiner neuen Heimat, streifte durch die weiten Wälder und schoss zuweilen an einem einzigen Morgen ein Dutzend Hirsche. Die Nachmittage nutzte er dann, um die Felle in Salisbury zu verkaufen.
Nach zwei Jahren in der Wildnis von North Carolina machte Boone erstmals mit einem Indianer Bekanntschaft. Dieser zeigte sich über Boones überlegene Schießkunst dermaßen wütend, dass er ihm drohte, ihn zu skalpieren.
1755 diente Boone bei der britischen Truppe unter Generalmajor Edward Braddock als Wagenlenker. Ziel der 1.400 Mann starken Truppe war, das französische Fort Duquesne am Ohio River einzunehmen. Nahe dem Fort gerieten sie in einen französischen Hinterhalt; die Hälfte der Männer starb. Boone gelang es, sein Gespann vom Wagen zu trennen und zu fliehen.

## Erforschung Kentuckys und Tennessees

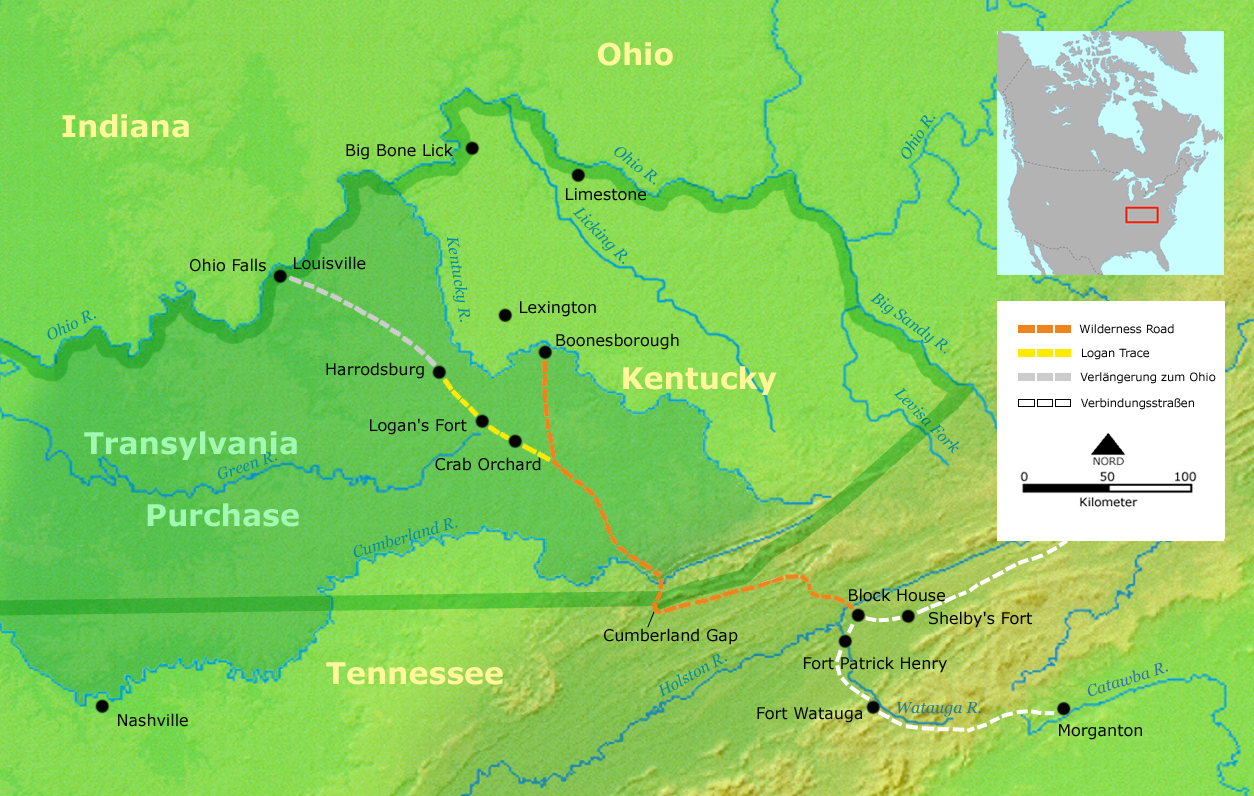
Die Wilderness Road in Kentucky um 1785

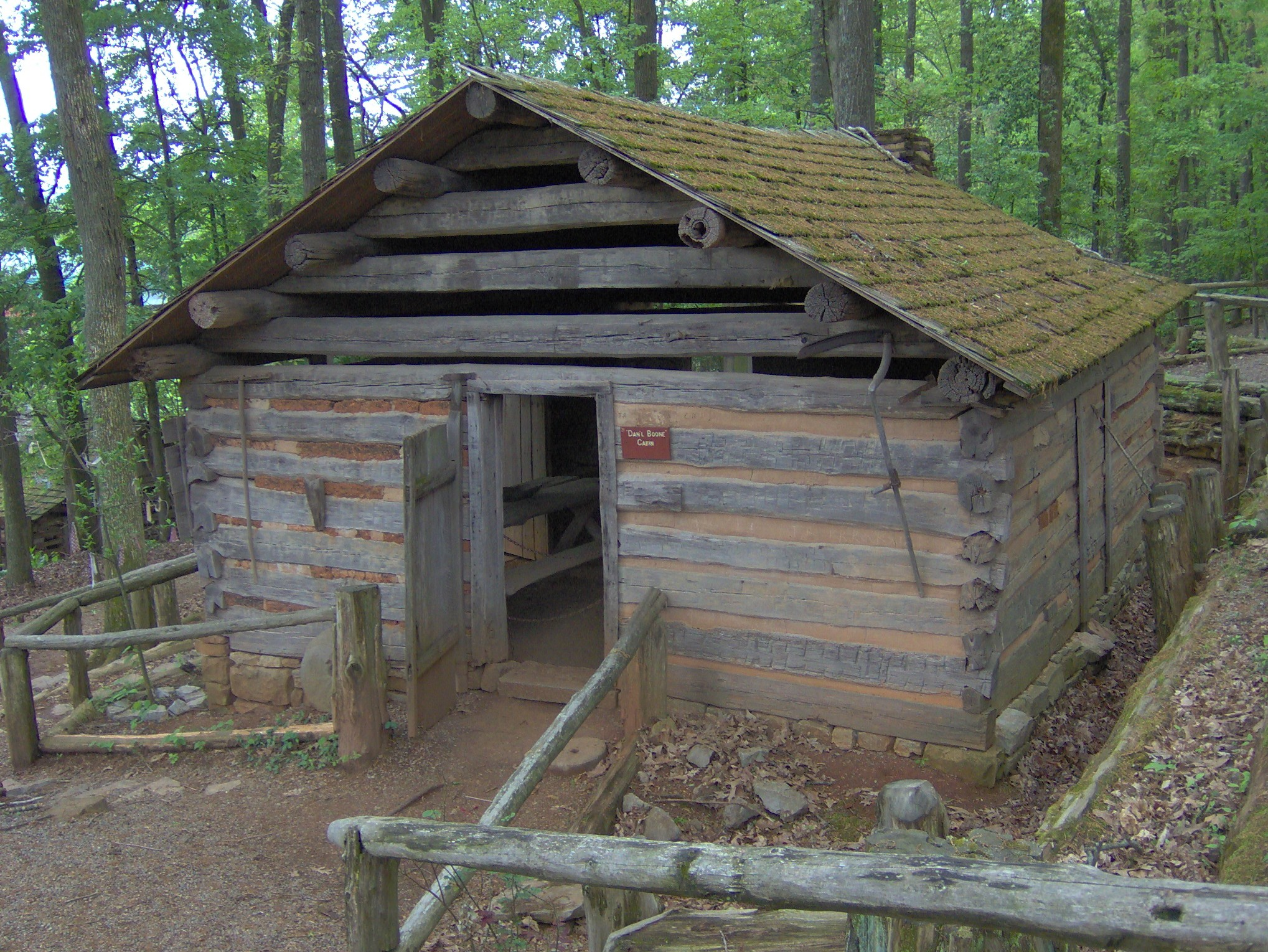
Daniel Boones Hütte im Appalachen-Museum in Tennessee

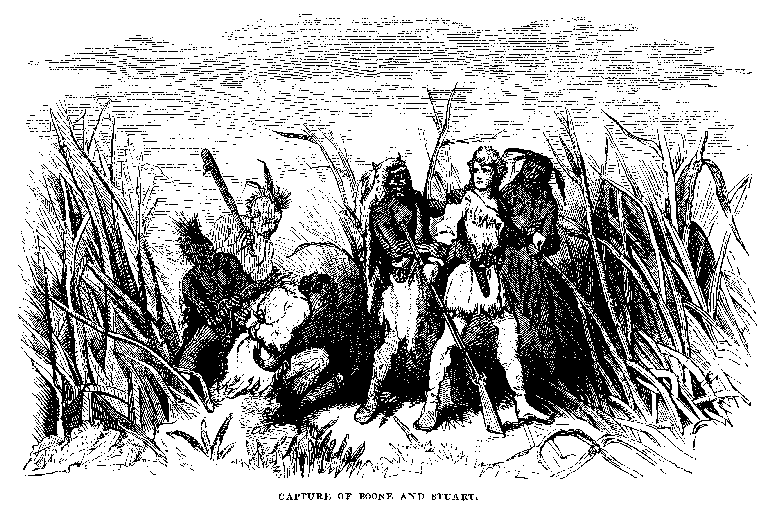
„Gefangennahme von Boone und Stuart“ in Life & Times of Col. Daniel Boone von Cecil B. Hartley (Gemälde von 1859)

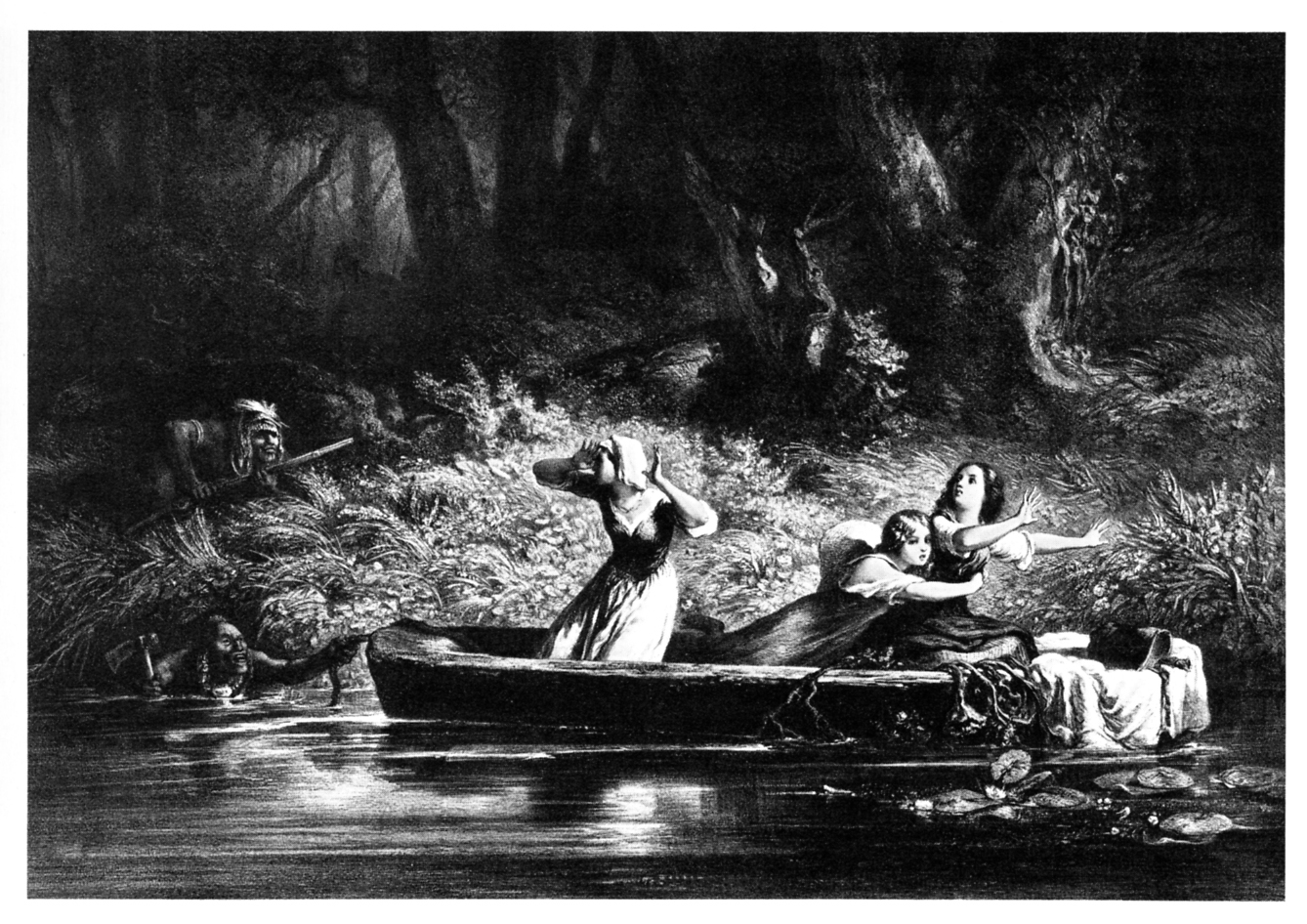
„Raub der Töchter von Daniel Boone und von Callaway durch die Indianer“ (Lithografie von Karl Bodmer und Jean-François Millet, die das Motiv 1852 gemeinsam ausarbeiteten)

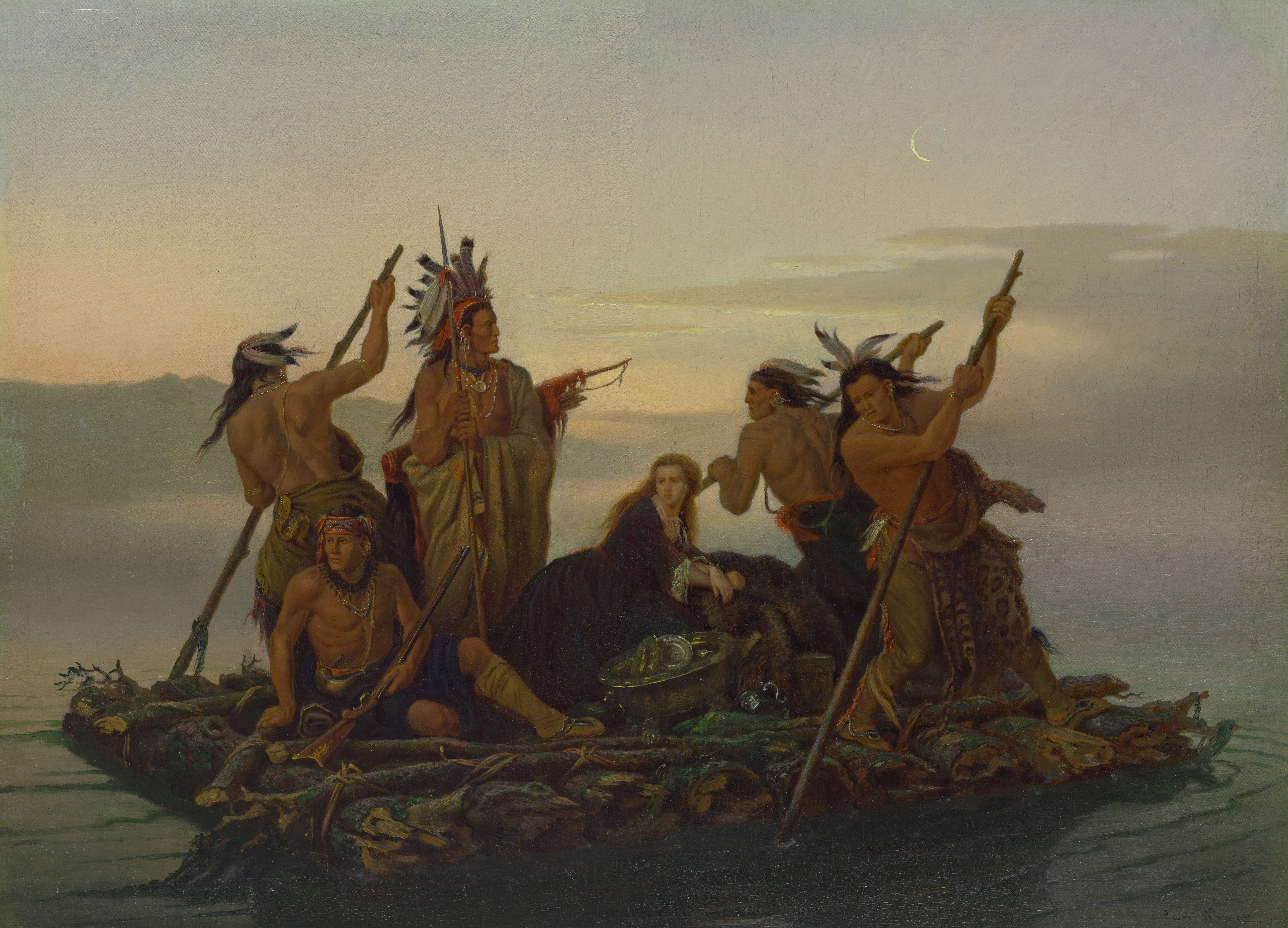
„Abduction of Boone’s Daughter“ (Gemälde von Karl Ferdinand Wimar, 1855/56)

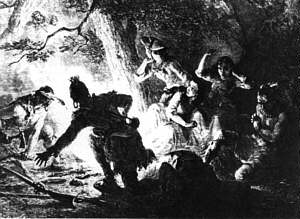
„Die Befreiung von Jemima Boone, Betsey und Fanny Callaway, entführt durch Indianer im Juli 1776“ (Gemälde von 1877)

1756 heiratete Boone die Schwester seines Schwagers, Rebecca Bryan, eine Nachbarstochter aus dem Yadkin Valley in North Carolina, die im Laufe der Jahre zehn Kinder zur Welt brachte. Die beiden ließen sich in einem Blockhaus am Bear Creek nieder. In der Folge legte Boone einige Felder an, auf denen er jeweils im Frühling und Sommer arbeitete. Im Herbst trieb es ihn in die Wildnis der Appalachen, in denen er jagte und den Winter hindurch Biberfallen stellte. Er war einer der ersten Weißen, die sich in die Blue Ridge Mountains und in die östlichen Allegheny Mountains vorwagten.
Nach Konflikten zwischen britischen Siedlern und Cherokee-Indianern im Jahre 1759 diente Boone während des „Cherokee-Aufstands“ in der Miliz von North Carolina. Seine Jagdzüge tief in das Cherokee-Gebiet hinter den Blue Ridge Mountains trennten ihn für etwa zwei Jahre von seiner Frau. Es wird berichtet, dass Rebecca davon ausging, er sei tot. Sie ging eine Beziehung mit Boones Bruder Edward („Ned“) ein. Aus der Beziehung soll die Tochter Jemima (geboren 1762) hervorgegangen sein. Bei seiner Rückkehr, so die Geschichte, soll seine Frau gesagt haben: „Du wärest besser zu Haus geblieben und hättest es selbst bekommen.“ Boone war verständnisvoll und gab Rebecca keine Schuld. Was auch immer der Wahrheitsgehalt der Geschichte sein mag, Boone erzog Jemima wie sein eigenes Kind. Die frühen Biographen Boones kannten diese Geschichte, veröffentlichten sie jedoch nicht.
Am 1. Mai 1769 brach Boone zusammen mit fünf Männern zu einer Jagdtour nach Kentucky auf. Dabei waren sein Schwager John Stuart, der Händler John Finley, Joseph Holden, James Money und William Cool. Sie stießen bis zu den Cumberland Mountains vor. Im Verlauf von sieben Monaten jagten sie überaus erfolgreich in den Wäldern Kentuckys. Am 22. Dezember 1769 wurde die Gruppe von berittenen Shawnee-Indianern gefangen genommen. Wenig später entdeckten die Shawnee ihr umfangreiches Fell-Lager, das sie für sich in Beschlag nahmen. Zwei Tage später entließen sie die Weißen in die Freiheit und rieten ihnen, sich von ihren Jagdgründen fernzuhalten. Mit leeren Händen machten sich Boone und seine Begleiter auf den Rückweg. Unterwegs stießen Boone und sein Schwager auf Boones Bruder Squire und einen weiteren Mann. Gemeinsam gingen sie erneut auf die Jagd. Squire unternahm zwei Reisen nach North Carolina und zurück, brachte die Jagdbeute heim und holte neue Vorräte. Im März 1771 entschloss sich auch Daniel Boone zur Rückkehr; er wurde wiederum von Indianern überfallen, die ihm die gesamte Beute und die Pferde abnahmen.
Nach zwei Jahren in North Carolina beschloss Boone, sich dauerhaft in Kentucky niederzulassen. Die Familie Boone mit ihren acht Kindern und fünf weitere Familien zogen im September 1773 los, wurden aber am östlichen Zugang der Cumberland Mountains von Indianern überfallen. Hierbei kamen einige Männer ums Leben, unter anderem Boones Sohn James. Die Frauen verweigerten die Weiterfahrt, und die Gruppe kehrte ins Yadkin-Valley zurück.
Inzwischen waren andere Siedler auf beschwerlichen Pfaden nach Kentucky gezogen. Boone erhielt im Jahr 1775 den Auftrag, zusammen mit 30 Holzfällern einen Weg durch die Cumberland Mountains nach Kentucky zu bahnen. Nachdem die Gruppe einige Male von Indianern überfallen worden war, musste Boone seine ganze Überzeugungskraft aufbringen, die entmutigten Holzfäller vorwärtszutreiben. In Kentucky errichteten sie ein Basislager, danach kehrte Boone nach North Carolina zurück, um weitere Siedler zu führen. So entstand beim Basislager rasch eine Niederlassung namens Boonesborough.

## Kampf gegen Briten und Indianer
Noch im selben Jahr brach der Amerikanische Unabhängigkeitskrieg aus. Die britischen Kolonialtruppen schenkten ihren verbündeten Indianerstämmen, darunter den Shawnee, Odawa und Miami, Feuerwaffen samt Munition. Die Indianer, die mit Skalps von Siedlern aus Kentucky zurückkehrten, wurden entlohnt. Dies verursachte Panik bei den Siedlern, und etwa die Hälfte verließ Kentucky. Während der fortgesetzten Kämpfe mit den Engländern und Indianern verlor Boone auch seinen zweitältesten Sohn in einer der letzten Schlachten des Unabhängigkeitskrieges, der Schlacht von Blue Licks. Im Juli 1776 entführten Shawnee unter anderem Jemima, eine Tochter Boones. Daniel Boone konnte jedoch mit einigen Männern die Indianer nach zwei Tagen einholen und Jemima sowie Betsey und Fanny Callaway befreien. James Fenimore Coopers Roman Der letzte Mohikaner basiert teilweise auf diesem Ereignis.
Im Januar 1778 drohte Boonesborough das Salz auszugehen; Boone brach mit 30 Männern auf, um im zentralen Kentucky bei einer Mineralquelle neues Salz zu holen. Die Gruppe erreichte unversehrt die Quelle, und Boone brach zur Jagd auf. Im Februar wurde er von Shawnee-Kriegern entdeckt und beschossen. Boone rettete sich hinter einen Baum und legte als Kapitulationsgeste sein Gewehr vor sich auf den Boden. Die Shawnee nahmen ihn und später auch seine Begleiter gefangen und führten sie in ihr Lager am Little Miami River im heutigen Bundesstaat Ohio. Die Shawnee waren sehr stolz, den berühmten Waldläufer gefangen genommen zu haben. Häuptling Black Fish adoptierte Boone als seinen Bruder und gab ihm den Namen Big Turtle. Boone passte sich rasch dem indianischen Leben an, entschloss sich aber zu fliehen, als die Krieger der Shawnee beabsichtigten, Boonesborough anzugreifen. Ihm gelang die Flucht, wobei er ein Pferd zu Tode ritt und die letzten 160 Meilen bis Boonesborough zu Fuß lief. Dort fand er als Einzige seiner Familie die Tochter Jemima vor; seine Frau war nach North Carolina zurückgekehrt, da sie nicht mehr an seine Rettung geglaubt hatte. Boone trieb nun die Bewohner der Siedlung an, die Palisaden zu verstärken. Tatsächlich hielten sie Anfang September 1778 der siebentägigen Belagerung der Angreifer – rund 400 Shawnee-Krieger und zwölf kanadische Waldläufer – stand. Wäre Boonesborough gefallen, hätten die Amerikaner die letzte Siedlung im äußersten Westen verloren; insofern war die Niederlage der Shawnee von großer Bedeutung für den Ausgang des Amerikanischen Unabhängigkeitskrieges.

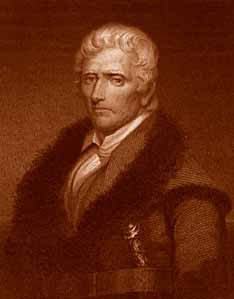
Daniel Boone (1734–1820)

Boone ritt nach North Carolina zu seiner Familie und holte sie nach Boonesborough zurück. Die Angriffe der Shawnee auf Siedlungen in Kentucky hielten in den folgenden Jahren an. Im August 1782 leitete Boone eine Miliz-Abteilung, welche die abgewehrten Shawnee verfolgte. Boone fürchtete einen Hinterhalt, konnte aber seine Männer nicht aufhalten. Boone behielt recht: In kurzer Zeit wurden beim Blue Licks River 60 Männer, darunter sein Sohn Israel, von den Shawnee getötet. Der Tod Israels traf ihn sehr hart; er fühlte sich dafür verantwortlich, weil es ihm nicht gelungen war, die Männer zurückzuhalten.
Noch im Jahr 1782 traf Boone den Schullehrer John Filson, der ein Buch über die Besiedelung des Westens schrieb und dazu unter anderem mit Boone sprechen wollte. Boone schilderte seine Erlebnisse sehr eindrücklich. Sie stießen auf großes Interesse und wurden bald aus Filsons Buch separiert und in etliche Sprachen übersetzt. Die Veröffentlichung seiner Abenteuer in „The Adventures of Colonel Daniel Boone“ 1784 durch John Filson machte ihn noch zu Lebzeiten zu einer mythischen Figur und als Inbegriff des Grenzers und Pioniers in der amerikanischen Legendenkultur unsterblich. So diente sein Leben unter anderem James Fenimore Coopers Lederstrumpf Nathaniel Bumppo zum Vorbild, wobei dieser die Gestalt romantisch zum Naturmenschen und Indianerfreund verklärte, um dennoch die Zeitumstände anzuprangern.

## Verlust und Neubeginn
1783 ließ sich Boone zusammen mit seiner Familie in Limestone am Ohio River nieder und baute einen Handelsposten samt Schenke. Zusätzlich betätigte er sich als Landvermesser und Makler. Probleme taten sich auf, als er Land für seine Kunden beanspruchte, das bereits für andere Siedler abgesteckt worden war. Immer mehr Leute hielten ihn für einen Schwindler; bald hatte er etliche Prozesse am Hals. Um seine unzufriedenen Klienten zu besänftigen, verkaufte er nach und nach sein eigenes Grundstück und entschädigte sie so. Er widmete sich wieder der Jagd, doch der Wildbestand hatte aufgrund der stärkeren Besiedlung deutlich abgenommen.
Sein Sohn Daniel Morgan Boone traf 1798 den spanischen Vizegouverneur Z. Trudeau, der die ganze Familie einlud, sich im Missouri-Gebiet niederzulassen. 1799 folgten die Boones der Einladung und verließen Kentucky. Als Grund gab Daniel Boone an: „Zu überfüllt! Zu überfüllt! Ich brauche mehr Ellbogenfreiheit.“ Die Spanier in St. Louis hießen ihn willkommen und gaben ihm die Zustimmung, sich westlich der Stadt niederzulassen. Später sollte der bekannte Trapper John Colter dort sein Nachbar werden. Zwei Jahre später nahm Daniel Boone die Stellung des Gerichtsherren und Kommandanten des Distriktes Femme Osage an. Als solcher kümmerte er sich um Nachlässe, beurkundete Dokumente und richtete über Verbrechen.
Im Oktober 1800 verkauften die Spanier das Louisiana-Territorium, zu dem auch das Gebiet des späteren Bundesstaates Missouri gehörte, den Franzosen, die es wiederum drei Jahre später an die USA veräußerten. Die neuen Machthaber erkannten die Landschenkung der Spanier an die Boones nicht an; es kam zu einem juristischen Verfahren, das bis 1814 dauerte, einem Jahr nach Rebecca Boones Tod. Endlich wurde Daniel Boones Ansprüchen Recht gegeben. Wenig später erschienen drei Männer aus Kentucky und behaupteten, er schulde ihnen Geld. Daniel Boone musste wiederum sein ganzes Land verkaufen, um die drei Männer zufriedenzustellen. Einzig seinen Kindern blieb deren Land. Der beinahe 80-jährige Boone entschied sich, in den Wäldern nordwestlich auf die Pelzjagd zu gehen. Bald ließ seine Sehkraft nach, und sein Rheumatismus verschlimmerte sich. So sah sich Boone immer öfter gezwungen, bei seinem jüngsten Sohn Nathan zu verweilen, der im heutigen Nathan and Olive Boone Homestead State Historic Site in einem Blockhaus wohnte, zwei Meilen nördlich von Ash Grove bei Defiance im US-Bundesstaat Missouri.
Daniel Boone war mit seinem Leben insgesamt zufrieden – und dabei besonders erleichtert, dass er nirgendwo mehr Schulden hatte. Gegen Herbst 1820 verschlechterte sich sein Gesundheitszustand stark; am 26. September starb er fast 86-jährig im Haus seines Sohnes. Ursprünglich in Missouri begraben, wurden seine Gebeine 25 Jahre nach seinem Tod nach Frankfort, Kentucky, überführt, wo er inzwischen als „Vater Kentuckys“ angesehen wurde.

## Anekdoten

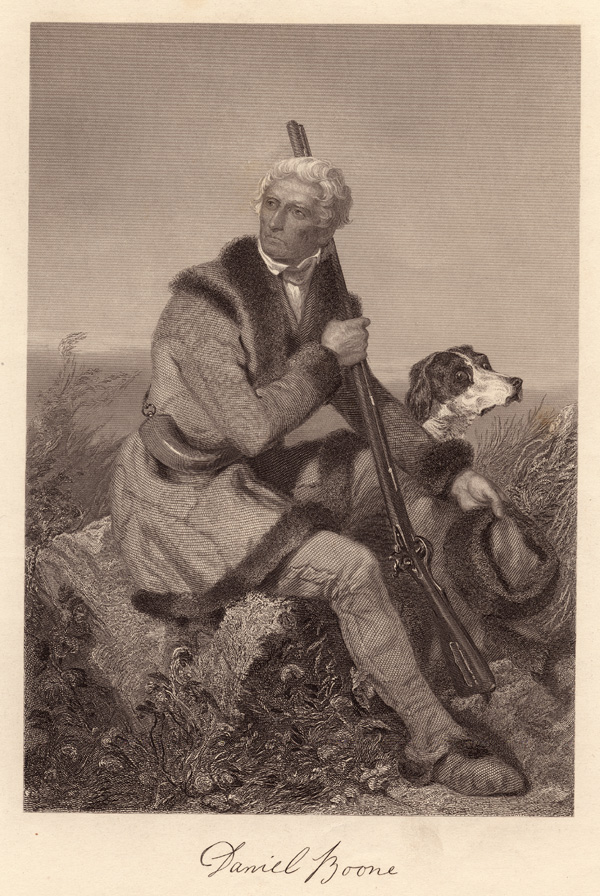
Daniel Boone mit seiner Kentucky Rifle, Buchillustration

Viele volkstümliche Anekdoten sind überliefert. Sein Gewehr war eine Kentucky Long Rifle mit dem Namen „Tick-Licker“. Diesen Hang, seine Waffe mittels eines Namens zu personifizieren, findet man auch in Karl Mays Geschichten wieder, der Boones Memoiren kannte. Der Pionier trug aus Hirschleder gefertigte Kleidung mit Lederfransen – auch hier war er stilbildend für das Bild nachwachsender Generationen von einem Trapper. In der Überlieferung wird er gern mit einer Waschbärenfellmütze gezeigt, tatsächlich trug Boone immer den schwarzen Filzhut der Quäker.
Die Situation konnte noch so ausweglos sein, Boone gab niemals auf: Ein einziges Mal gab er zu, „für mehrere Wochen ziemlich verwirrt“ gewesen zu sein und meinte damit die Phase nach dem Tod seines erstgeborenen Sohnes.

## Rezeption
- Die gleichnamige Fernsehserie von 1964 bis 1970 basiert lose auf dem realen Daniel Boone.
- Die Band Pixies veröffentlichte 2019 ein Lied namens Daniel Boone.

## Einzelbelege
1. ↑  John Mack Faragher, Daniel Boone: The Life and Legend of an American Pioneer, S. 317.
2. ↑  Für die Geschichte über die Geburt von Jemima, siehe Faragher: Daniel Boone. S. 58–62. Faragher notiert, dass Lyman Draper diese Informationen sammelte, aber nicht in sein Manuskript einfügte.